# Угроза самодовольства!
Угроза самодовольства (англ. Smug Alert) — 2 эпизод 10 сезона (№ 141) сериала «Южный парк», премьера которого состоялась 29 марта 2006 года.

## Сюжет
Джеральд Брофловски покупает машину «Тойота-Приус» и становится очень напыщенным, поскольку считает свой вклад в улучшение экологии огромным. Когда все проникаются к нему отвращением, он переезжает в Сан-Франциско со всей своей семьёй. Стэн, желая вернуть Кайла, уговаривает весь город также пересесть на «гибриды», написав для этого песню. Из-за этого как над Сан-Франциско, так и над Южным парком формируется ураган из самодовольства. Картман, которому очень одиноко без Кайла как объекта для издевательств, идёт в Сан-Франциско и спасает Брофловских, а жители Южного парка решают, что ещё не готовы водить «гибриды», при этом не переполняясь самодовольством.

## Критика и отзывы
Критик вебблога «TV Squad's» Адам Финли дал эпизоду положительную оценку. Эрик Голдман из «IGN» оценил эпизод на 8 из 10, отметив, в частности, что «очень смешно» показано отношение к Сан-Франциско и «истерически смешной поворот сюжета» с шуткой о Джордже Клуни, который ранее озвучил пса в эпизоде Южного парка «Большой Эл-гомосек и его гомояхта», а также врача в фильме «Южный парк: больше, длиннее и без купюр».

## Факты
- На вечеринке по случаю отъезда Кайла Картман поёт песню Bananarama «Na Na Hey Hey Kiss Him Goodbye» группы "Steam"[3].
- Ранее, в эпизоде «Слон занимается любовью со свиньёй», Картман предлагал Кайлу «свалить в Сан-Франциско к остальным евреям».
- Эта серия является пародией на фильм «Идеальный шторм», в котором как раз снимался Джордж Клуни, упомянутый в эпизоде.
- В сцене, где Кайл уезжает в Сан-Франциско, на гибридной машине можно прочитать «PIOUS». Очевидно, это отсылка к Toyota Prius.